# 金澤史男
金澤 史男（かなざわ ふみお、1953年7月17日 - 2009年6月16日）は、日本の経済学者。専門は財政学(特に地方財政学)、金融論。博士（経済学）。日本地方財政学会常任理事、日本財政学会常任理事、財務省昭和財政史執筆委員、地方自治確立対策委員会委員、神奈川県地方税制等研究会委員、神奈川県生活環境税制専門部会長などを務めた。

## 略歴
- 1972年： 東京学芸大学附属高等学校卒業
- 1977年： 東京大学経済学部経済学科卒業
- 1982年： 東京大学大学院経済学研究科応用経済学専門課程第2種博士課程単位取得退学
- 1982年： 日本学術振興会奨励研究員
- 1983年： 東京大学社会科学研究所助手
- 1985年： 静岡大学人文学部助教授
- 1990年： 横浜国立大学経済学部助教授
- 1995年： 横浜国立大学経済学部教授
- 2002年： 横浜国立大学経済学部長 (2004年3月まで)
- 2005年： 横浜国立大学大学院国際社会科学研究科長 (2007年3月まで)
- 2005年： 横浜国立大学大学院国際社会科学研究科教授
- 2007年： 横浜国立大学経済学部教授
- 2008年： 横浜国立大学地域実践教育研究センター長 併任
- 2009年： 大動脈解離のため55歳で死去

## 著書
- 単編著
  - 『現代の公共事業――国際経験と日本――』 (編著) (日本経済評論社、2002年)
  - 『財政学』 (編著) (有斐閣、2005年)
  - 『公私分担と公共政策』 (編著) (日本経済評論社、2008年)
- 共編著・共著
  - 『シミュレーション税制改正』 (安藤実ほかと共編) (青木書店、1988年)
  - 『消費税の研究』 (安藤実ほかと共編) (青木書店、1990年)
  - 『日本同時代史(第4巻 高度成長の時代)』 (五十嵐仁ほかと共著、歴史学研究会編) (青木書店、1990年)
  - 『現代の経済政策』 (田代洋一・萩原伸次郎と共編) (有斐閣、1996年／新版 2000年、第3版 2006年)
  - 『昭和財政史(昭和27年～48年度、8 財政投融資)』 (金子勝・高橋隆昭と共著、大蔵省財政史室編) (東洋経済新報社、2000年)
  - 『日本財政要覧(第5版)』 (林健久・今井勝人と共編) (東京大学出版会、2001年)
  - 『近代日本都市史研究――地方都市からの再構成――』 (大石嘉一郎と共編) (日本経済評論社、2003年)
  - 『昭和財政史(昭和49年～63年度、5 国債・財政投融資)』(釜江廣志・金子勝と共著、財務省財務総合政策研究所財政史室編) (東洋経済新報社、2004年)
  - 『グローバル化と福祉国家財政の再編』 (林健久・加藤栄一・持田信樹と共編) (東京大学出版会、2004年)
- 遺稿集
  - 『近代日本地方財政史研究』 (日本経済評論社、2010年)
  - 『福祉国家と政府間関係』 (日本経済評論社、2010年)
  - 『自治と分権の歴史的文脈』 (青木書店、2010年)